# Périgné
Périgné ist eine französische Gemeinde mit 954 Einwohnern (Stand: 1. Januar 2022) im Département Deux-Sèvres in der Region Nouvelle-Aquitaine. Sie gehört zum Arrondissement Niort und zum Kanton Mignon-et-Boutonne.

## Geographie
Périgné liegt etwa 21 Kilometer südöstlich von Niort an der Belle. Umgeben wird Périgné von den Nachbargemeinden Celles-sur-Belle im Norden, Saint-Romans-lès-Melle im Nordosten, Mazières-sur-Béronne im Osten, Brioux-sur-Boutonne im Südosten und Süden, Vernoux-sur-Boutonne im Süden, Secondigné-sur-Belle im Südwesten und Westen sowie Brûlain im Westen und Nordwesten.

## Bevölkerungsentwicklung
| Jahr                       | 1962 | 1968 | 1975 | 1982 | 1990 | 1999 | 2006 | 2019 |
| Einwohner                  | 908  | 892  | 782  | 798  | 829  | 905  | 994  | 1004 |
| Quellen: Cassini und INSEE |      |      |      |      |      |      |      |      |

## Sehenswürdigkeiten
- Kirche Saint-Martin aus dem 12. Jahrhundert, seit 1913 Monument historique
- ehemaliges Waschhaus (Lavoir)

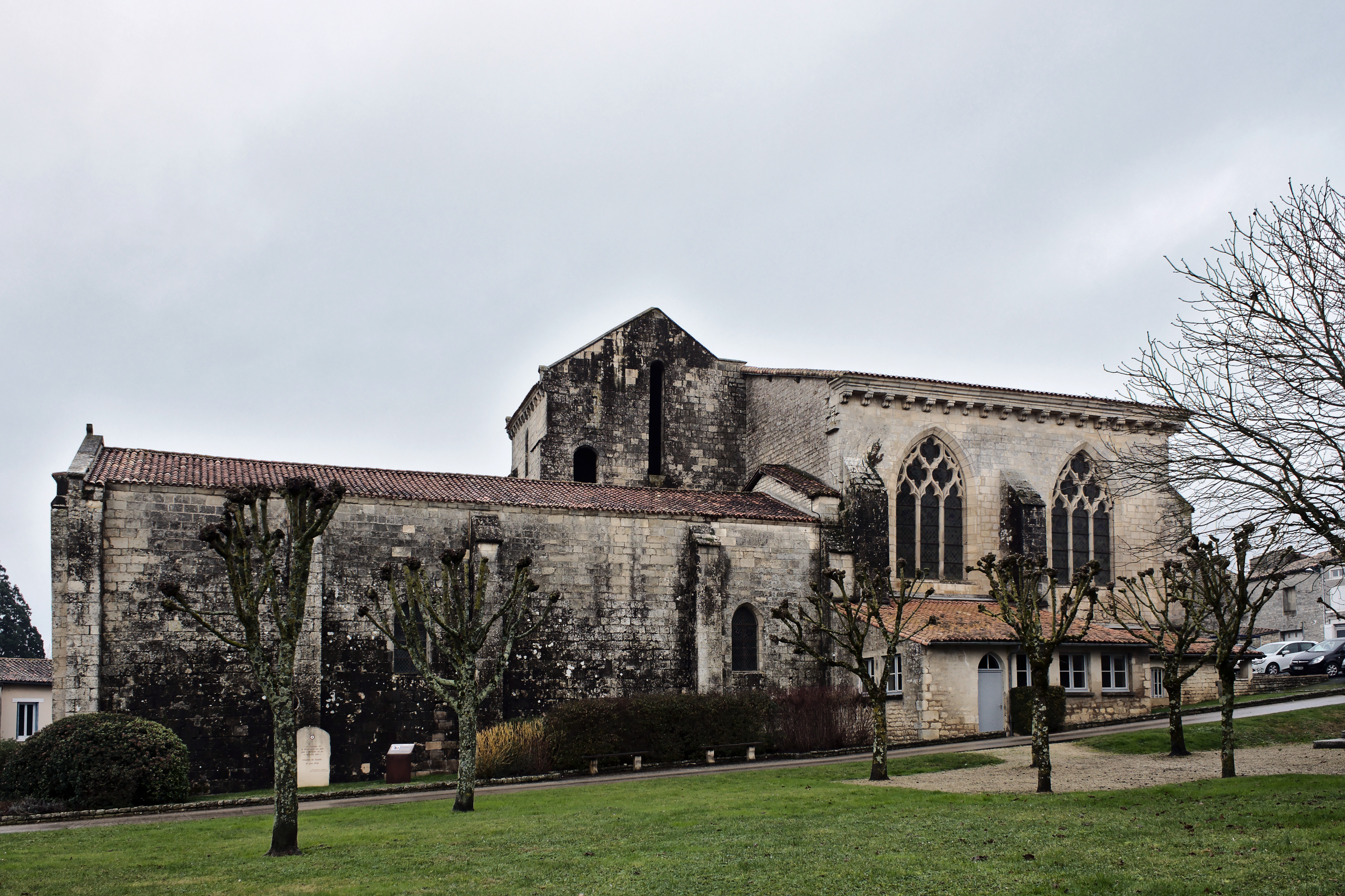
Kirche Saint-Martin
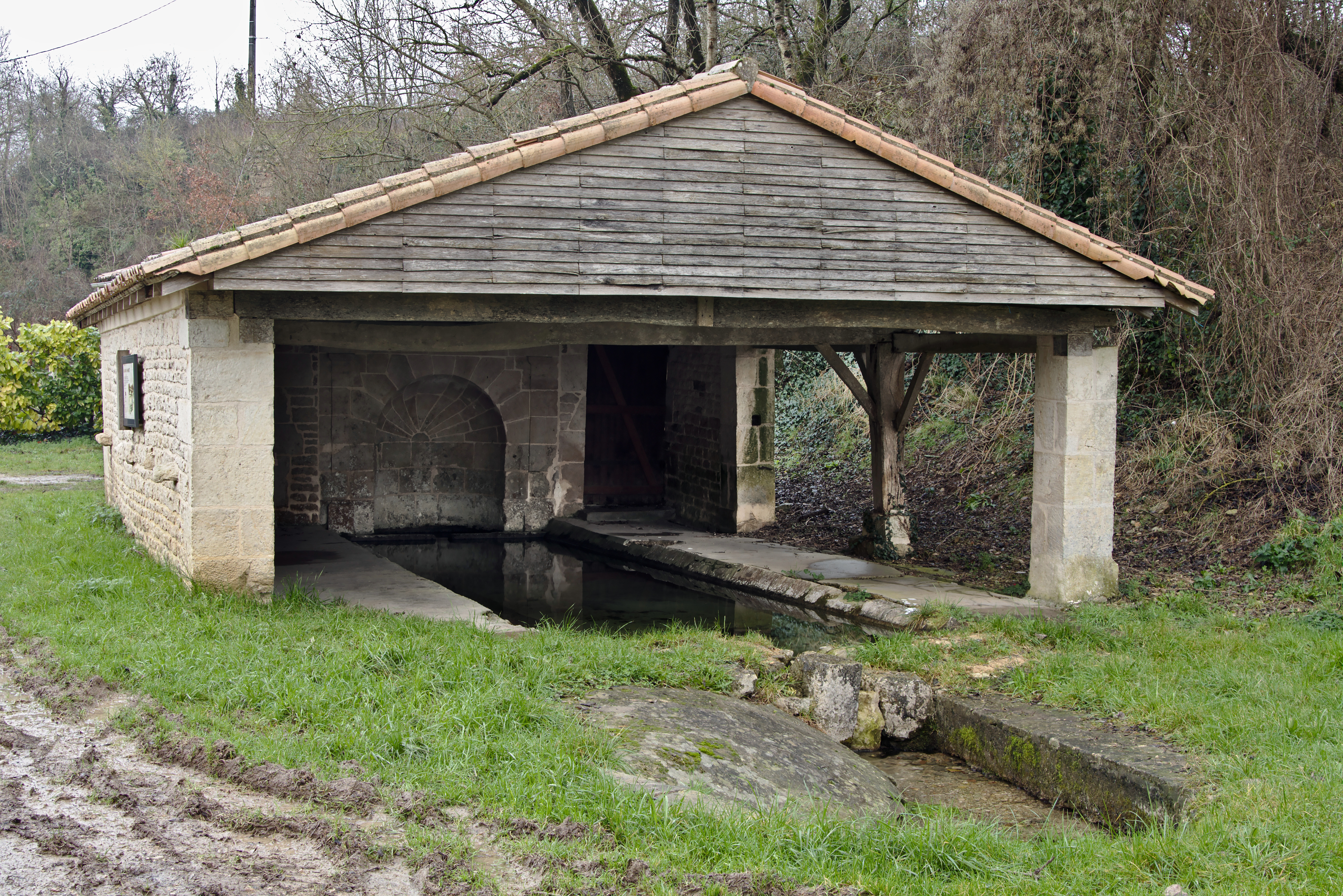
Ehemaliges Waschhaus